# Zbrodnia w Bilczach
Zbrodnia w Bilczach – zbrodnia dokonana na polskich mieszkańcach wsi Bilcze w nocy z 13 na 14 kwietnia 1943. 
Bilcze były wsią zamieszkaną w większości przez Ukraińców, z wyjątkiem 12-15 rodzin polskich. Część z nich, na wieść o napadach na Polaków, uciekła na początku kwietnia 1943 do Łucka. Według świadectw zebranych przez Władysława i Ewę Siemaszków w nocy z 13 na 14 kwietnia grupa ukraińskich nacjonalistów (ich ewentualna przynależność do formacji partyzanckich lub do OUN nie jest znana) napadła na pozostałe polskie zagrody, które zostały spalone. Dziesięciu Polaków, w tym jedno dziecko, zostało zabitych bagnetami i wrzuconych do studni. Następnego dnia ocalali z napadu Polacy wydobyli ze studni zwłoki zabitych oraz jedną żywą, ciężko ranną kobietę, po czym opuścili Bilcze.